# Minea Blomqvist
Minea Blomqvist (ur. 12 marca 1985(dts) w Espoo) – fińska zawodowa golfistka, uczestnicząca głównie w amerykańskim LPGA Tour; posiada ona też prawo gry na Ladies European Tour.

## Życie osobiste
Blomqvist jest córką Kiti i Seppo Blomqvist, ma dwoje młodszego rodzeństwa: brata Janiego i siotrę Janninę.
Jej narzeczonym jest fiński zawodowy golfista Roope Kakko. Od lipca 2009 Minea spodziewała się ich pierwszego dziecka, które przyszło na świat ostatniego dnia marca 2010.
W 2008 przeprowadziła się na stałe do Stanów Zjednoczonych, gdzie mieszka w okolicy klubu Champions Gate na Florydzie.

## Kariera amatorska
Blomqvist w latach 2001–2003 była reprezentantką Fińskiej Kobiecej Reprezentacji Narodowej. W 2002 brała udział w Espirito Santo Trophy World Amateur Golf Team Championships.
Dwukrotnie w latach 2002 i 2003 uczestniczyła w rozgrywkach European PING Junior Solheim Cup,
za drugim razem zdobywając komplet punktów.
Reprezentowała również Europę w 2003 Vagliano Trophy.
Jako amatorka Blomqvist była członkiem Telia Tour. W dwóch pierwszych sezonach (2000-2001) łącznie zagrała w czterech turniejach ani razu nie przechodząc cuta.
W roku 2002 zagrała trzykrotnie, dwukrotnie lokując się w pierwszej dwudziestce, oraz wygrywając Sparbanken Ladies Open.
Kolejny sezon na Telia Tour uwzględniał pięć startów. Tym razem dwukrotnie zajęła drugie miejsce, oraz wygrała CA Ladies Trophy,
co zaowocowało przyznaniem nagrody Telia Player of the Year.

## Kariera zawodowa
Blomqvist przeszła na zawodowstwo w październiku 2003. Początkowo występowała na Nedbank Women’s Golf Tour w Południowej Afryce, obecnie znanym jako Ladies African Tour. Pierwszy tytuł zdobyła już w drugim starcie wygrywając Pam Golding Ladies International.
Sukces powtórzyła tydzień później triumfując w Telkom Women’s Classic.
Oba zwycięstwa pozwoliły jej zakończyć sezon 2004 w tym tourze na pierwszym miejscu.
36. miejsce w kwalifikacjach do Ladies European Tour dały jej tylko warunkową możliwość gry w sezonie 2004. Jej debiut podczas Ladies Open of Portugal na Teneryfie zakończył się zajęciem czwartego miejsca.
Pierwsze zwycięstwo przyszło w lipcu 2004, kiedy to wygrała Ladies Central European Open na Węgrzech.
Występ w tym turnieju rozpoczęła od zagrania rundy 62 uderzeń (-9), będącym jej osobistym rekordem. Dwa tygodnie później po raz pierwszy wystąpiła w turnieju wielkoszlemowym – Women’s British Open rozgrywanym w Sunningdale GC. Wynik po dwóch rundach ledwo pozwolił jej przejść cuta, jednak podczas trzeciej rundy wyrównała swój rekord z turnieju na Węgrzech znowu kończąc rundę w 62 uderzeniach (-10). Rezultat ten był wówczas najniższym wynikiem na 18 dołkach uzyskanym w turnieju wielkoszlemowym przez kobietę lub mężczyznę (wyrównała go w 2006 Lorena Ochoa). W ostateczności zajęła ósme miejsce, co jest jak dotychczas jej najlepszym wynikiem w turnieju klasy major.
Do końca sezonu udało się jej pięciokrotnie zakończyć turniej w pierwszej dwudziestce, oraz dopisać do listy swoich sukcesów kolejną wygraną – tym razem w Öijared Ladies Open rozgrywanym w ramach kalendarza Telia Tour.
Wszystkie te osiągnięcia zaowocowały nadaniem jej wyróżnienia LET Rookie of the Year.
Sezon 2005 rozpoczęła od występu u boku Riikki Hakkarainen reprezentując Finlandię w inauguracyjnej edycji Women’s World Cup of Golf.
W trakcie występów na LET 11-krotnie zanotowała miejsce w pierwszej dwudziestce, wliczając w to dwa z rzędu tytuły wicemistrza, odpowiednio w Ladies English Open,
oraz OTP Bank Ladies Central European Open.
W kwalifikacjach do LPGA Tour zajęła 34. miejsce, otrzymując możliwość warunkowej gry na tym tourze.
Z początkiem roku 2006 Blomqvist wraz z Hakkarainen ponownie reprezentowała Finlandię na Women’s World Cup of Golf w RPA.
Resztę sezonu głównie spędziła na LPGA Tour, gdzie aby grać w turniejach musiała przechodzić wcześniejsze kwalifikacje, tzw. Monday Qualifying.
Na 18 startów najlepsze 24. miejsce zajęła podczas Franklin American Mortgage Championship, a cut przeszła łącznie 11 razy. 102. miejsce na liście zarobków oznaczało konieczność uczestnictwa w kwalifikacjach o kartę na kolejny sezon LPGA.
Na LET wzięła udział w trzech turniejach, spośród których najlepsze 23. miejsce osiągnęła w Finnair Masters.
Sezon 2007 Blomqvist rozpoczęła od mocnego akcentu w postaci trzeciego miejsca podczas MFS Women’s Australian Open.
Pozostałe sześć występów na LET oznaczało jeszcze dwukrotnie miejsce w pierwszej dwudziestce, oraz tylko jeden nieprzekroczony cut. Podczas startów na LPGA zagrała w 16 turniejach, w połowie z nich przechodząc cuta. Najlepszy start zanotowała w CN Canadian Women’s Open zajmując 13. miejsce.
W sezonie 2008 jak dotąd Blomqvist zaliczyła jedno zwycięstwo. Sukces ten osiągnęła podczas Finnair Masters (LET), stając się równocześnie pierwszą Finką która wygrała ten turniej.
Dzięki tej wygranej Blomqvist awansowała na 16. miejsce w rankingu punktów do Solheim Cup 2009.
Innym ważnym osiągnięciem na Ladies European Tour było zajęcie drugiego miejsca ex aequo w skróconym z powodu deszczu do trzech rund Scandinavian TPC Hosted by Annika, gdzie ostatniego dnia zagrała 63 uderzenia (-9).
W pozostałych czterech startach na LET również udało się jej przejść cuta, a podczas Women’s British Open zajęła najlepsze spośród europejskich golfistek 17. miejsce.
Na LPGA Tour trzykrotnie zanotowała miejsce w pierwszej dziesiątce, w tym trzecie podczas Safeway International.
Na koniec sezonu Blomqvist została sklasyfikowana na najlepszym w dotychczasowej karierze 44. miejscu na liście zarobków.
W grudniu Blomqvist została wyróżniona przez fińskie PGA tytułem najlepszego zawodnika sezonu 2008.
Na wyniki sportowe Blomqvist w sezonie 2009 spory wpływ miała informacja o spodziewanym dziecku. Początek sezonu dał Fince sześciokrotny finisz w pierwszej pięćdziesiątce i tylko trzy stracone cuty na 13 startów. Jednak od rozgrywanego na początku lipca U.S. Women’s Open karta odwróciła się na jej niekorzyść. Blomqvist podczas drugiej rundy tego turnieju podjęła decyzję o wycofaniu się z turnieju z powodu braku kontroli nad poprawnym uderzaniem piłki, które doprowadziło do trafienia jednego z kibiców w głowę. Do końca sezonu golfistka zagrała jeszcze w siedmiu turniejach LPGA Tour, przechodząc cuta tylko w jednym z nich.
Przygotowania do nowej roli w życiu osobistym zaowocowały też decyzją Blomqvist o wzięciu liczniejszego udziału w turniejach Ladies European Tour. W rezultacie po Women’s British Open zagrała jeszcze w pięciu turniejach LET. W sierpniowym Finnair Masters, którego tytułu broniła, zajęła trzecie miejsce ex aequo, a w każdym innym przeszła cuta.

## Zawodowe wygrane (5)

### Ladies European Tour (2)
| Lp. | Data                  | Turniej                               | Zwycięski wynik    | Końcowa przewaga | 2. miejsce                  |
| --- | --------------------- | ------------------------------------- | ------------------ | ---------------- | --------------------------- |
| 1.  | 18 lipca 2004(dts)    | OTP Bank Ladies Central European Open | -14 (62-67-70=199) | 4 uderzenia      | Gina Scott, Emma Zackrisson |
| 2.  | 31 sierpnia 2008(dts) | Finnair Masters                       | -11 (69-68-65=202) | 1 uderzenie      | Ursula Wikström             |

### Nedbank Women’s Golf Tour (2)
| Lp. | Data                 | Turniej                          | Zwycięski wynik    | Końcowa przewaga | 2. miejsce                      |
| --- | -------------------- | -------------------------------- | ------------------ | ---------------- | ------------------------------- |
| 1.  | 26 marca 2004(dts)   | Pam Golding Ladies International | -3 (71-73-69=213)  | 1 uderzenie      | Ashleigh Simon                  |
| 2.  | 2 kwietnia 2004(dts) | Telkom Women’s Classic           | -12 (73-63-68=204) | 7 uderzeń        | Ashleigh Simon, Laurette Maritz |

### Pozostałe (1)
| Lp. | Data                 | Turniej             | Zwycięski wynik   | Końcowa przewaga | 2. miejsce      |
| --- | -------------------- | ------------------- | ----------------- | ---------------- | --------------- |
| 1.  | 4 września 2004(dts) | Öijared Ladies Open | -6 (74-65-71=210) | 1 uderzenie      | Ursula Wikström |

## Wyniki w turniejach wielkoszlemowych
| Turniej                    | 2004 | 2005 | 2006 | 2007 | 2008 | 2009 |
| -------------------------- | ---- | ---- | ---- | ---- | ---- | ---- |
| Kraft Nabisco Championship | DNP  | DNP  | DNP  | DNP  | 47=  | CUT  |
| LPGA Championship          | DNP  | DNP  | 25=  | CUT  | CUT  | 44=  |
| U.S. Women’s Open          | DNP  | DNP  | CUT  | DNP  | 27=  | WC   |
| Women’s British Open       | 8=   | 39=  | CUT  | DNP  | 17=  | CUT  |

| Turniej                    | 2010 |
| -------------------------- | ---- |
| Kraft Nabisco Championship | DNP  |
| LPGA Championship          |      |
| U.S. Women’s Open          |      |
| Women’s British Open       |      |

DNP = nie brała udziału.

CUT = nie przeszła cuta.

„= „= ex aequo

WC = wycofała się.

Zielone tło dla wygranych. Żółte tło dla miejsca w pierwszej dziesiątce.

## Podsumowanie wyników na LPGA Tour
| Sezon | Liczba startów | Zrobione cuty | Wygrane | 2. miejsca | 3. miejsca | Top 10 | Najlepsze miejsce | Zarobki (USD) | Pozycja na liście zarobków | Średnia uderzeń |
| ----- | -------------- | ------------- | ------- | ---------- | ---------- | ------ | ----------------- | ------------- | -------------------------- | --------------- |
| 2006  | 18             | 10            | 0       | 0          | 0          | 0      | 24                | 74.260        | 102                        | 73,04           |
| 2007  | 18             | 8             | 0       | 0          | 0          | 0      | 13                | 87.783        | 93                         | 73,96           |
| 2008  | 24             | 19            | 0       | 0          | 1          | 3      | 3                 | 417.011       | 44                         | 72,45           |
| 2009  | 21             | 11            | 0       | 0          | 0          | 0      | 26=               | 86.486        | 94                         | 73,21           |

## Podsumowanie wyników na LET
| Sezon | Liczba startów | Zrobione cuty | Wygrane | 2. miejsca | 3. miejsca | Top 10 | Najlepsze miejsce | Zarobki (€) | Pozycja na liście zarobków | Średnia uderzeń |
| ----- | -------------- | ------------- | ------- | ---------- | ---------- | ------ | ----------------- | ----------- | -------------------------- | --------------- |
| 2003  | 2              | 1             | 0       | 0          | 0          | 0      | 13=               | n.d.        | n.d.                       | 73,83           |
| 2004  | 12             | 11            | 1       | 0          | 0          | 4      | 1                 | 105.021     | 7                          | 71,73           |
| 2005  | 17             | 15            | 0       | 2          | 0          | 4      | 2                 | 101.218     | 17                         | 71,47           |
| 2006  | 3              | 2             | 0       | 0          | 0          | 0      | 23=               | 4.179       | 129                        | 73,33           |
| 2007  | 7              | 6             | 0       | 0          | 3          | 1      | 3=                | 35.492      | 56                         | 73,00           |
| 2008  | 6              | 6             | 1       | 1          | 0          | 2      | 1                 | 71.387      | 17                         | 71,33           |
| 2009  | 7              | 5             | 0       | 0          | 1          | 1      | 3=                | 22.541      | 69                         | 73,60           |